# Ighil Ali
Ighil Ali (en kabyle: Iɣil Ɛli, en tifinagh: ⵉⵖⵉⵍ ⵄⵍⵉ, en arabe : إغيل على), est une commune algérienne de la wilaya de Béjaïa. Elle est située dans les Monts Bibans. Avec une superficie de 195,37 km², Ighil Ali est la commune la plus étendue de toute la région kabyle.
Avec la Kalâa des Beni Abbès, elle fut le centre du royaume kabyle des Ath Abbas, dont la famille royale portait le titre d'Amokrane devenu un nom célèbre (en arabe : Mokrani), qui régna sur la grande Kabylie aux côtés du royaume de Koukou (actuelle commune d'Imsouhal, dans la wilaya de Tizi-Ouzou).

## Géographie

### Situation
| Boudjellil                             | Aït-R'zine                          | Tamokra                             |
| Boudjellil                             | Ighil Ali                           | Djaafra (Bordj Bou Arreridj)        |
| Ouled Sidi Brahim (Bordj Bou Arreridj) | Teniet En Nasr (Bordj Bou Arreridj) | Teniet En Nasr (Bordj Bou Arreridj) |

### Relief, géologie, hydrographie
La commune d'Ighil Ali est située au cœur du massif montagneux des Bibans, qui sont un prolongement géologique et géographique vers le sud du massif du Djurdjura.

### Climat
En raison de sa situation au nord de l'Algérie, le climat d'Ighil Ali est un climat méditerranéen avec des étés chauds et secs et des hivers froids, pluvieux et neigeux.
| Mois                              | jan. | fév. | mars  | avril | mai  | juin | jui. | août | sep. | oct. | nov. | déc. | année  |
| --------------------------------- | ---- | ---- | ----- | ----- | ---- | ---- | ---- | ---- | ---- | ---- | ---- | ---- | ------ |
| Température minimale moyenne (°C) | 3    | 3    | 5     | 9     | 13   | 19   | 23   | 23   | 19   | 13   | 8    | 4    | 12     |
| Température moyenne (°C)          | 7    | 8    | 11    | 16    | 20   | 27   | 31   | 30   | 24   | 19   | 12   | 8    | 18     |
| Température maximale moyenne (°C) | 10   | 11   | 15    | 19    | 24   | 30   | 35   | 34   | 28   | 22   | 15   | 11   | 21     |
| Précipitations (mm)               | 55,6 | 57,4 | 83,23 | 104   | 79,9 | 57,5 | 19,2 | 36,9 | 84   | 75,5 | 67,8 | 33,8 | 754,83 |
| dont neige (cm)                   | 14,5 | 21,6 | 5,1   | 0,1   | 0    | 0    | 0    | 0    | 0    | 0    | 2,3  | 3,8  | 47,4   |

### Transports
La commune est traversée par la route nationale 106 qui la relie à Bord Bou Arreridj au sud et à la N 26 (Bejaia-Tazmalt) au nord.

### Lieux-dits, quartiers et hameaux
La commune d'Ighil Ali compte 13 villages : Takorabt, Ath saci, , Azrou, Tabou3nante, Zina, Ath sradj, Tazla, Belayel, La Kalaa, Tiniri, Moka, Illougane, Boni.

## Toponymie
Le terme Ighil  (Iγil en orthographie Kabyle; fém : tiγilt, tighilt; plur. : iγallen ; fém. plur. : tiγaltin) est un mot d'origine berbère qui signifie « colline », ce terme est associé à un nom propre « Ali », ce qui donne la signification de « la colline d'Ali ».

## Histoire
(décembre 2012).
Si vous disposez d'ouvrages ou d'articles de référence ou si vous connaissez des sites web de qualité traitant du thème abordé ici, merci de compléter l'article en donnant les références utiles à sa vérifiabilité et en les liant à la section « Notes et références ».
Sur le plan ethnique, la population locale de la commune fait partie de la tribu des Ath Abbas, qui inclut les habitants de deux autres communes, Ath Rzine et Boujellil.

### La période de la régence d'Alger
Sur le plan historique, l'histoire d'Ighil Ali est liée, à partir du XVIe siècle, à celle du royaume des Ath Abbas, la Kalâa en constituait le chef lieu jusqu'à l'arrivée des Français dans la région à la fin des années 1830 (1837 : prise de Constantine ; 1839 : expédition des Portes de Fer).

### Après la conquête par l'armée française
la région était administrée par Ahmed el Mokrani, nommé, après la prise de Constantine en 1837, khalifa de la Medjana par le gouverneur général de l'Algérie et de son fils Mohammed Cheikh El Mokrani, bachagha de la Medjana de 1853 à 1871. Durant cette période de paix, la Kalâa perd de son importance au profit de la plaine de la Medjana au sud des Bibans, où se développe Bordj Bou Arreridj.

### L'insurrection de 1871 et ses suites
Après l'insurrection de 1871, dans laquelle Mohammed el-Mokrani joue un rôle de premier plan, mais dans laquelle il trouve la mort, son frère Boumezrag, le dernier Amokrane, étant déporté en Nouvelle-Calédonie, les alentours de la Kalâa deviennent une dépendance de la commune mixte d'Akbou, dont le centre est le village colonial de Metz (actuelle Akbou), créé en 1874 dans la vallée de la Soummam, tandis que la Medjana devient le territoire de la commune mixte de Bordj Bou Arreridj.

## Démographie
Selon le dernier recensement général de la population d'avril 2008, la commune d’Ighil-Ali compte 9 526 habitants.

## Administration et politique
La commune est dirigée par une assemblée populaire communale (APC) de treize membres et présidée par un président (maire).

## Personnalités liées à la ville
Sont nés à Ighil Ali :
- Jean Amrouche (1906-1962), poète, essayiste et journaliste littéraire d'expression française (il y a passé ses premières années, sa sœur Taos est née à Tunis où il vit à partir de 1910).
- Mouloud Kacem Naît Belkacem (1927-1992), ministre sous Boumediene,historien et écrivain
- Ali Haroun (1928-), avocat et homme politique algérien, ex-membre du HCE entre 1992 et 1994, né dans le village de Lkeläa (Kalâa).
- Meriem Belmihoub (1935-), militante nationaliste pour l'indépendance de l’Algérie, première femme avocate algérienne[5]
- Malek Ouary, écrivain et homme de lettres d'expression française
- Abdelmalek Sellal, ancien premier ministre sous Bouteflika
- Ali Kichou (1959-), artiste-peintre, sculpteur et photographe algérien exposé dans plusieurs musées à travers le monde
- Bachagha El Mokrani